# Julián García Torres
Julián García Torres Castro est un joueur espagnol de volley-ball né le 8 novembre 1980 à Séville (province de Séville). Il mesure 2,04 m et joue central. Il totalise 70 sélections en équipe d'Espagne.

## Clubs
| Club                       | De        | À         |
| -------------------------- | --------- | --------- |
| Club Voleibol Rochelambert | 1999-2000 | 2002-2003 |
| Club Voleibol 7 islas      | 2003-2004 | 2005-2006 |
| Club Voleibol Pòrtol       | 2006-2007 | 2006-2007 |
| Tours Volley-Ball          | 2007-2008 | 2007-2008 |
| Club Voleibol Pòrtol       | 2008-2009 | 2008-2009 |
| Club Voleibol Teruel       | 2009-2010 | 2010-2011 |
| Narbonne Volley            | 2011-2012 | 2011-2012 |
| Unicaja Almería            | 2012-2013 | 2012-2013 |
| AEK Athènes                | 2013-2014 | 2013-2014 |
| Chaumont VB 52             | 2014-2015 | 2014-2015 |
| Panachaiki Patras          | 2015-2016 | 2015-2016 |

## Palmarès
- Championnat d'Europe (1)
  - Vainqueur : 2007
- Ligue européenne (1)
  - Vainqueur : 2007
- Championnat d'Espagne (4)
  - Vainqueur : 2007, 2010, 2011, 2013
- Coupe du Roi (1)
  - Vainqueur : 2011
  - Finaliste : 2013
- Supercoupe du Roi (1)
  - Vainqueur : 2007
  - Perdant : 2010, 2011